# Inner Crater
Inner Crater är en vulkankrater i Antarktis som utgör den centrala delen av vulkanen Mount Erebus. Den ligger i Östantarktis. Nya Zeeland gör anspråk på området. Toppen på Inner Crater är 3 794 meter över havet.